# Стокпорт (Нью-Йорк)
Стокпорт (англ. Stockport) — місто (англ. town) в США, в окрузі Колумбія штату Нью-Йорк. Населення — 2670 осіб (2020).

## Демографія
Згідно з переписом 2010 року, у місті мешкало 2815 осіб у 1081 домогосподарстві у складі 769 родин. Було 1224 помешкання
Расовий склад населення:
| - 92,0 % — білих - 4,0 % — чорних або афроамериканців - 0,7 % — азіатів - 1,1 % — осіб інших рас |

До двох чи більше рас належало 2,2 %. Частка іспаномовних становила 3,2 % від усіх жителів.
За віковим діапазоном населення розподілялося таким чином: 22,4 % — особи молодші 18 років, 64,5 % — особи у віці 18—64 років, 13,1 % — особи у віці 65 років та старші. Медіана віку мешканця становила 41,2 року. На 100 осіб жіночої статі у місті припадало 106,2 чоловіків;  на 100 жінок у віці від 18 років та старших — 101,4 чоловіків також старших 18 років.
Середній дохід на одне домашнє господарство  становив 64 489 доларів США (медіана — 50 224), а середній дохід на одну сім'ю — 75 651 долар (медіана — 63 250). Медіана доходів становила 53 586 доларів для чоловіків та 38 013 долари для жінок. За межею бідності перебувало 9,9 % осіб, у тому числі 7,9 % дітей у віці до 18 років та 5,6 % осіб у віці 65 років та старших.
Цивільне працевлаштоване населення становило 1355 осіб. Основні галузі зайнятості: освіта, охорона здоров'я та соціальна допомога — 24,8 %, мистецтво, розваги та відпочинок — 13,0 %, виробництво — 9,7 %, роздрібна торгівля — 9,3 %.